# 任南琪
任南琪（1959年3月4日—），出生于黑龙江哈尔滨，原籍江苏宜兴，中国污水处理专家，哈尔滨建筑大学、哈尔滨工业大学教授、博士生导师，主要从事环境生物技术、环境分子生态学、有机废水处理新工艺新技术新设备、区域环境污染防治等学科研究，是环境工程学科学术带头人，曾任哈尔滨工业大学副校长（正司局级）。哈尔滨建筑大学本科、硕士和博士毕业。2009年当选中国工程院院士。
他主持23项国家自然科学基金重点项目等省部级以上项目(7项国家自然科学基金委资助)，获1项国家技术发明二等奖、1项国家科技进步二等奖，11项省部级科技奖，3项省级教学成果奖；在国内外核心刊物上发表300余篇论文，出版9部专著和编著，获得19项发明专利和5项实用新型专利。他已培养12名博士后，35名博士，60余名硕士。

## 荣誉头衔
- 国家“长江学者奖励计划”特聘教授
- 国家杰出青年科学基金获得者
- “城市水质转化规律与保障技术”国家创新研究群体带头人
- 城市水资源与水环境国家重点实验室主任
- 入选国家“百千万人才工程”一、二层次
- 教育部“跨世纪优秀人才培养计划基金”获得者
- 享受国务院特殊津贴